# Hubertus (święto)

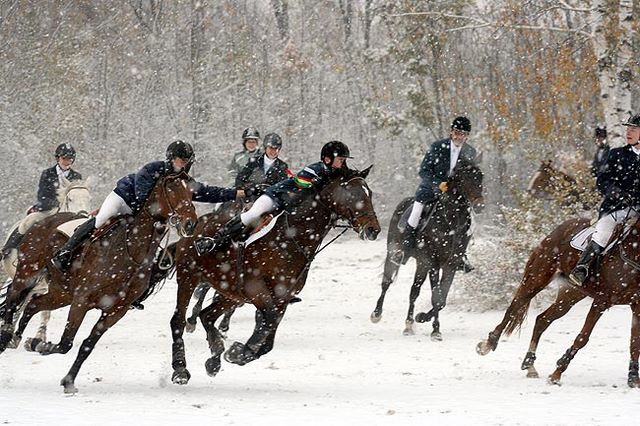
Gonitwa Św. Huberta (03.11.2006) – Łódzki Klub Jeździecki

Hubertus, hubertowiny – święto myśliwych, leśników i jeźdźców, organizowane przez jeźdźców na zakończenie sezonu, a przez myśliwych na początku sezonu polowania jesienno-zimowego, zwykle w okolicach 3 listopada. Nazwa pochodzi od świętego Huberta (patrona myśliwych i jeźdźców), którego wspomnienie liturgiczne w Kościele katolickim obchodzone jest właśnie 3 listopada.

## Historia
Święto po raz pierwszy obchodzono około 1444 roku. Początkowo były to wielkie polowania.
W Polsce kult św. Huberta, nazywany hubertowinami lub hubertusem, sięga XVIII wieku. Z jego wprowadzeniem związane są dzieje dynastii władców saskich, którzy zasiadali na tronie polskim.
Z kolei w czasach II Rzeczypospolitej, pierwszym organizatorem polowań hubertowskich w Spale był prezydent Ignacy Mościcki. Odbyło się ono w 1930 roku 3 listopada.
Bardzo podobne do pierwotnych Hubertusów polowania można jeszcze oglądać np. w Wielkiej Brytanii.

## Obchody
Do dziś w polskiej tradycji łowieckiej dzień św. Huberta jest okazją do tzw. hubertowin, czyli polowania zbiorowego o charakterze szczególnie uroczystym, z zachowaniem historycznych wzorców i ceremoniałów (m.in. sygnałów łowieckich).
Organizowane tego dnia polowania poprzedzają często msze święte w intencji myśliwych. „Odbywają się one nie tylko w kościołach, ale także przy leśnych kapliczkach poświęconych temu patronowi.”.
Polowanie hubertowskie kończy biesiada myśliwych przy ognisku, bigosie i nalewce.
Wśród jeźdźców (Hubertus konny) urządzana jest natomiast gonitwa, podczas której konno ściga się tzw. lisa, jeźdźca z ogonem przypiętym do lewego ramienia. Ten, kto go zerwie, wygrywa, ma prawo wykonać rundę honorową wokół miejsca pogoni, i za rok sam ucieka jako lis.
Obchody święta mają zapewnić dobre wyniki w nadchodzącym sezonie.